# Colin Jost
Colin Kelly Jost (Staten Island, 29 de junho de 1982) é um ator, comediante e roteirista norte-americano, mais conhecido por fazer parte do elenco do Saturday Night Live.